# Comuna Padeș, Gorj
Padeș este o comună în județul Gorj, Oltenia, România, formată din satele Apa Neagră, Călugăreni (reședința), Cerna-Sat, Cloșani, Motru Sec, Orzești, Padeș și Văieni. Se află la poalele Munților Mehedinți. Casele sătenilor se întind pe ambele maluri ale râului Motru iar acolo unde morfologia terenului a permis, casele au fost construite pe terase sau pe pantele dealurilor. La recensământul din 2002, avea o populație de 5.160 de locuitori.
De aici, în anul 1821, Tudor Vladimirescu a lansat chemarea la luptă „către tot norodul omenesc”, care a devenit cunoscută în istorie ca Proclamația de la Padeș. Prin această declarație, poporul era mobilizat la luptă împotriva răului din țară, pentru statornicia unui nou regim politic în țară.

## Așezare geografică
Din punct de vedere geografic comuna se desfășoară de-a lungul văii săpate de râul Motru în timp, fiind străbătută de paralela de 45⁰ latitudine nordică și este poziționată în partea de nord-vest a județului Gorj, având granițe cu:
- județul Mehedinți în vest;
- județul Caraș-Severin în nord-vest;
- județul Hunedoara în nord;
- județul Valcea în est și județul Dolj în sud.

## Relieful
A luat naștere în urma proceselor tectonice care au dus la transformarea întregii suprafețe terestre precum și în urma retragerii apelor Mării Tethys. Un aport important la actualele forme de relief revine râurilor Motru și Motru Sec, împreuna cu afluenții lor, care de-a lungul timpului au sculptat în șisturile cristaline și calcarele jurasice actualele forme ale reliefului.

### Formele de relief
- văi: Valea Motrului, Valea Motru Sec, Valea Târnicioara, Valea Seacă, Valea Gorganului, Valea Pietrei, Valea Dobrota, Valea Capra, Ogașul Fântânii;
- dealuri: Dridu (405 m), Măgura (496 m), Păroasa (640 m), Ruget (656 m), Cornetul Satului (374-682 m);
- munți: Vârful Gorganu (1040 m), Vârful Piatra Mică (1125 m), Vârful Piatra Cloșani (1421 m).

Un alt tip de relief specific zonei este relieful carstic dezvoltat pe calcarele lumaselice de vârsta mezozoică (circa 65 de milioane de ani). Relieful carstic este reprezentat atât prin forme de exocarst (lapiezuri, doline, uvale, ponoare, sohodoale) cât și de endocarst (peșteri, avene). Dintre numeroasele peșteri prezente în zona cele mai cunoscute sunt: Peștera Cloșani (1100 m), Peștera Lazului (3000 m), Peștera Martel (4000 m), Peștera-Aven Cioaca cu Brebenei și Peștera-Aven 2 din Sohodoalele Mici (Peștera lui Arion Arjocu).

## Rețeaua hidrografică
Atât comuna cât și arealul aferent acesteia sunt situate în bazinul râului Motru. Principalul tributar al râului Motru este râul Motru Sec care are o lungime de 17 km, o suprafață a bazinului hidrografic de 81 km² și o altitudine medie a bazinului de 725 m. Afluenții râului Motru Sec sunt: Capra, Dobrota, Valea Pietrei, Merișor, Gorganu, Valea Seacă, Târnicioara și Lupșa. Un aport important de apă este adus de rețeaua hidrografică subterană în perioadele excedentare.

## Clima
Așezarea comunei într-o zona de vale, împrejmuită de înălțimi al căror ecart variază intre 496 m (Vârful Măgura) și 1421 m (Vârful Piatra Cloșani) a dus la imprimarea unui climat de adăpost al zonei. O altă caracteristică o reprezintă influețtele maselor de aer sudice și sud-vestice, influențe ce se resimt în flora și fauna zonei. Cu alte cuvinte, climatul zonei este unul temperat continental cu influențe submediteraneene, caracterizat prin temperaturi medii anuale intre 6-10⁰ C și precipitații cuprinse intre 500-700 mm/an (mai mari în zonele înalte).

## Flora
În comună, flora este constituită în general din păduri de foioase, specia dominantă fiind fagul. Alte specii întâlnite sunt: stejarul, gorunul, frasinul, teiul, arțarul, carpenul și castanul iar dintre conifere: bradul, molidul și pinul. Influențele submediteraneene au dus la dezvoltarea unor specii endemice, precum: liliacul sălbatic, mojdrenul, scumpia, alunul turcesc. O bogăție verde a zonei este dată de numeroasele plante medicinale ce pot fi culese din zonă: tei, sunătoare, mușetel, tintaur, păducel, scumpie, ciuboțica cucuclui (aglice), coada șoricelului etc. Flora zonei este una bogată, reprezentata prin specii variate de flori, cele mai reprezentative găsindu-se în Rezervația de Narcise din Piatra Cloșanilor.

## Fauna
În zonă fauna este foarte variata, pe langă animalele domestice crescute, se întâlnesc și animale sălbatice, precum: ursul, lupul, cerbul, căprioara, vulpea, porcul mistreț, șarpele, liliacul etc. Influențele climatice de tip submediteraneean au facilitat prezența în zonă a unor animale endemice precum: vipera cu corn, broasca țestoasă de uscat și chiar scorpionul. Fauna acvatică este reprezentată prin specii de păstrav, mrean, clean.

## Turism
Satele se desfășoară de-a lungul cursului râului Motru, iar Cerna-Sat pe cheile râului Cerna la o distanță destul de mare de centrul comunei. Așezarea este submontană, beneficiind de o climă temperat-mediteraneană și de un potențial turistic deosebit, însă foarte puțin exploatat.

### Obiective turistice
- rezervația specială Parcul Național Domogled - Valea Cernei;
- rezervațiile de munte — Cheile Motru Sec, Cheile Corcoaiei, Ciucevele Cernei, Valea Lupșei, Piatra Mică, Piatra Cloșanilor;
- rezervațiile speologice — Peștera Cloșani, Peștera-Aven Cioaca cu Brebenei, Peștera Lazului, Peștera Martel, Peștera-Aven 2 din Sohodoalele Mici (Peștera lui Arion Arjocu);
- Pădurea Gorganu din zona satului Motru Sec;
- situl arheologic „La Morminți”;
- obiective turistice antropice — Lacul Valea lui Iovan aflat pe râul Cerna, în Cerna-Sat, Lacul Valea Mare aflat pe râul Motru, în Cloșani, Monumentul Revoluției de la 1821 din Padeș, situat în Câmpia Soarelui, Biserica de Lemn a lui Tudor Vladimirescu din Cloșani, Biserica Satului din Cloșani, Conacul Boierului Palade din Motru Sec, Casele Generalului Angelescu din Motru Sec, Podul de Piatră din Motru Sec, Varnița lu' Toi din Motru Sec, Moara de la Buza Plaiului din Cloșani.

## Demografie
Componența etnică a comunei Padeș
     Români (94,86%)
     Alte etnii (0,06%)
     Necunoscută (5,07%)
Componența confesională a comunei Padeș
     Ortodocși (93,26%)
     Alte religii (1,47%)
     Necunoscută (5,27%)
Conform recensământului efectuat în 2021, populația comunei Padeș se ridică la 4.632 de locuitori, în scădere față de recensământul anterior din 2011, când fuseseră înregistrați 4.800 de locuitori. Majoritatea locuitorilor sunt români (94,86%), iar pentru 5,07% nu se cunoaște apartenența etnică. Din punct de vedere confesional, majoritatea locuitorilor sunt ortodocși (93,26%), iar pentru 5,27% nu se cunoaște apartenența confesională.

## Istorie
La sfârșitul secolului al XIX-lea, comuna nu exista iar satul Padeș, era parte a comunei Negoești. În Marele Dicționar Geografic al României, este consemnat și satul Apa-Neagră, care era parte comunei Negrești. Pe teritoriul comunei, mai funcționa în plaiul Cloșani din județul Mehedinți, comuna cu același nume și comuna Orzești. Comuna Cloșani era alcătuită din satele Motru Mare și Motru Sec (reședința), cu o populație de 1105 de locuitori. În comună funcționa o școală mixtă și trei biserici, în timp ce comuna Orzești era alcătuită din satele Orzești, Călugăreni, Brebina și Văieni, cu o populație de 1570 de locuitori. În comună existau patru biserici și o școală mixtă frecventată de 30 de elevi.
Comuna Padeș se înființează în anul 1925, și este consemnată de Anuarul Socec, în plasa Cloșani din județul Mehedinți, cu o populație de 1000 de locuitori (în satele Văieni și Padeș). Comunele Orzești și Cloșani, sunt consemnate și ele în aceiași plasă. Comuna Orzești avea o populație de 1253 de locuitori (în satele Orzești, Brăelina, Călugăreni și Titerlești), iar pe teritorul comunei Cloșani, se înființează satul Cloșani. Comuna avea o populație de 1370 de locuitori (în satele Cloșani, Motru Sec și Motru Mare).
În anul 1931, comuna Orzești este desființată și inclusă în comuna Padeș. Comuna a primit și satul Apa Neagră, de la comuna Negrești. După regruparea comunelor rurale și urbane din același an, comuna Padeș apare cu satele Padeș, Apa Neagră, Călugăreni, Negoești, Orzești și Văieni, iar comuna Cloșani apare cu satele Cloșani și Motru Sec.
În anul 1950, comunele au fost arondate raionului Baia de Aramă a regiunii Gorj, raion care doi ani mai târziu a fost arondat regiunii Craiova, și apoi (după 1960), regiunii Oltenia. În acea perioadă, satul Călugăreni a alcătuit pentru o perioadă de timp, comuna cu același nume, căruia i s-a alipit în anul 1964, și satul Apa-Neagră, și a fost mutată raionului Târgu Jiu din aceiași regiune, în timp ce satul Negoiești a trecut în administrația orașului Baia de Aramă.
În anul 1968, comunele Călugăreni, Padeș și Cloșani au fost transferate la județul Gorj. Tot atunci, comunele Călugăreni și Cloșani au fost desființate și incluse în comuna Padeș.

## Politică și administrație
Comuna Padeș este administrată de un primar și un consiliu local compus din 13 consilieri. Primarul, Mihăiță-Gabriel Troacă[*], de la Partidul Social Democrat, este în funcție din octombrie 2020. Începând cu alegerile locale din 2024, consiliul local are următoarea componență pe partide politice:
|  | Partid                          | Consilieri | Componența Consiliului | Componența Consiliului | Componența Consiliului | Componența Consiliului | Componența Consiliului | Componența Consiliului | Componența Consiliului |
|  | ------------------------------- | ---------- | ---------------------- | ---------------------- | ---------------------- | ---------------------- | ---------------------- | ---------------------- | ---------------------- |
|  | Partidul Social Democrat        | 7          |                        |                        |                        |                        |                        |                        |                        |
|  | Partidul Național Liberal       | 5          |                        |                        |                        |                        |                        |                        |                        |
|  | Alianța pentru Unirea Românilor | 1          |                        |                        |                        |                        |                        |                        |                        |

## Vezi și
- Biserica de lemn din Cloșani
- Biserica de lemn din Văieni
- Domogled - Valea Cernei (arie de protecție specială avifaunistică)
- Domogled - Valea Cernei (sit de importanță comunitară)
- Munții Retezat (arie de protecție specială avifaunistică)
- Nordul Gorjului de Vest (sit de importanță comunitară)
- Platoul Mehedinți (sit de importanță comunitară)
- Retezat (sit de importanță comunitară)
- Râul Motru (sit de importanță comunitară)